# U-Bahnhof Deutsches Bergbau-Museum
Der U-Bahnhof Deutsches Bergbau-Museum ist eine Tunnelstation der Stadtbahn Bochum in der kreisfreien Stadt Bochum.

## Lage und Aufbau
Der U-Bahnhof befindet sich im nördlichen Bereich der Innenstadt Bochums im Untergrund der Herner Straße. Er besitzt zwei Ausgänge. Der südliche führt zum Nordring und der nördliche zu seinem Namensgeber, dem Deutschen Bergbau-Museum Bochum. Über den Südausgang werden Ziele der nördlichen Bochumer Innenstadt, darunter die nahegelegene Technische Hochschule erschlossen.
Er liegt etwa 600 m südlich des U-Bahnhofs Feldsieper Straße und rund 700 m nördlich vom U-Bahnhof Bochum Rathaus (Nord).
Der U-Bahnhof besitzt einen Mittelbahnsteig. Die Wände der Bahnebene sind mit stilisierten Flözen gestaltet, Zugänge und Verteilerebene erinnern mit den Fliesen an eine Waschkaue und zeigen Gegenstände zum Thema Bergbau, so einen Hunt.

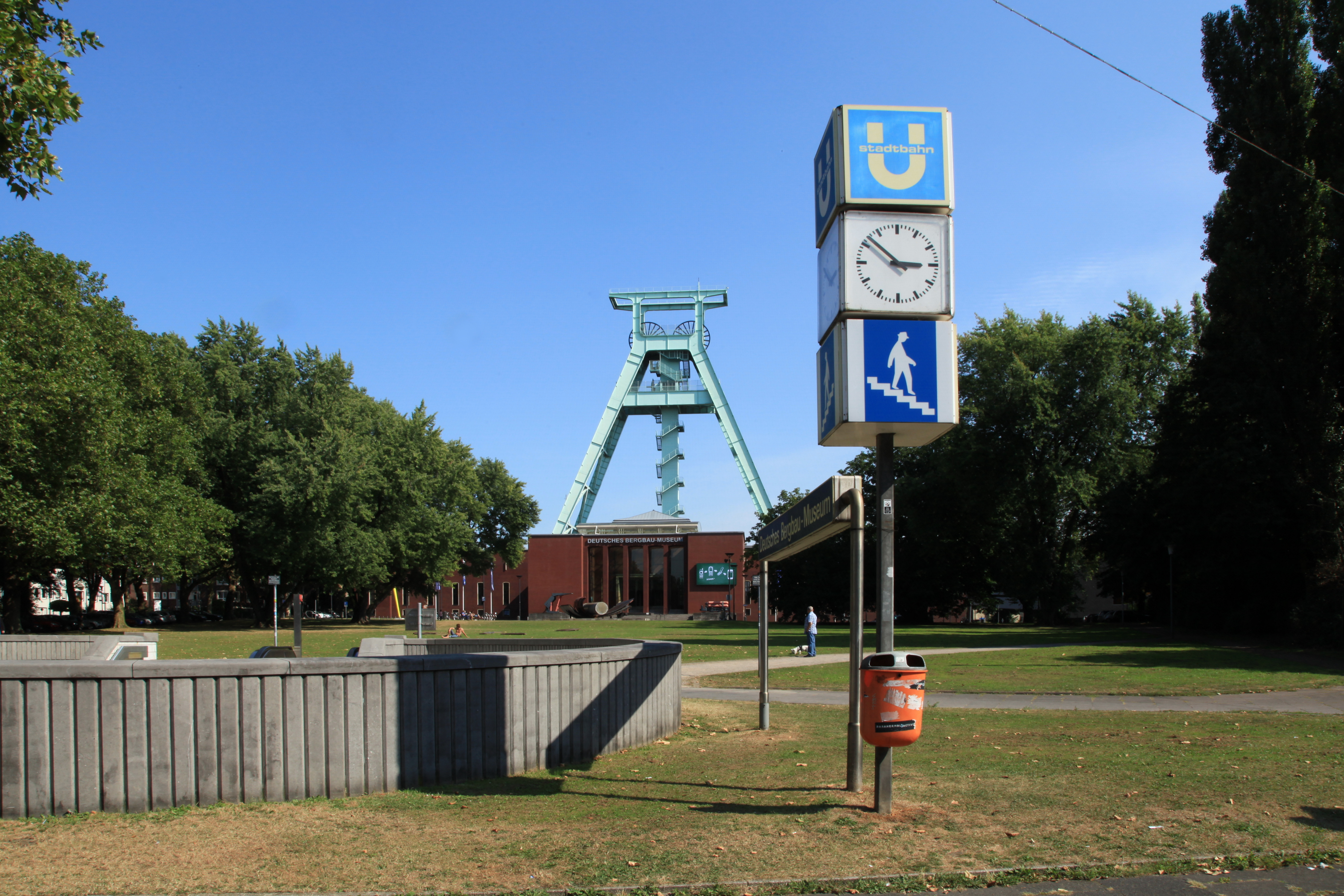
Ausgang zum Bergbaumuseum
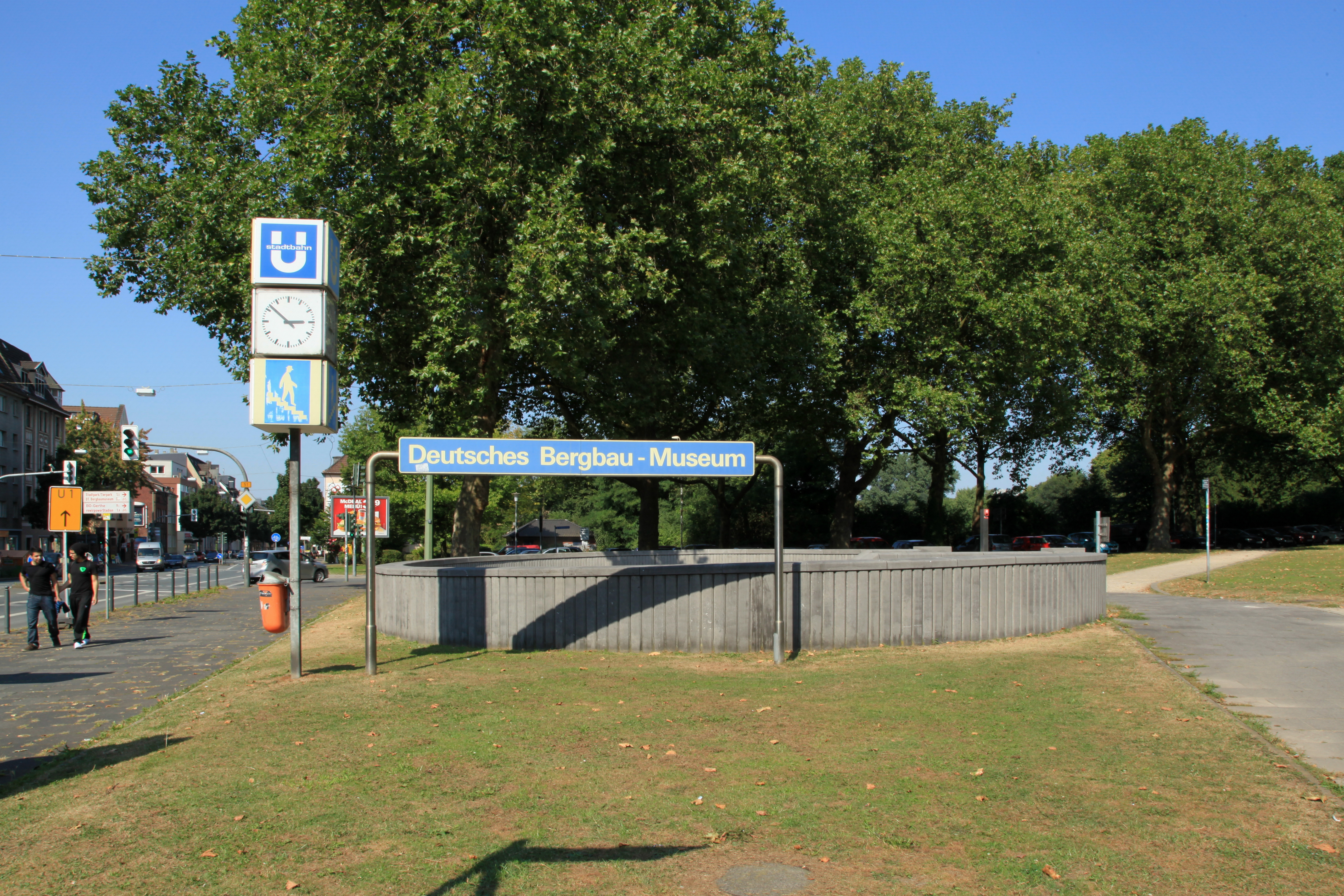
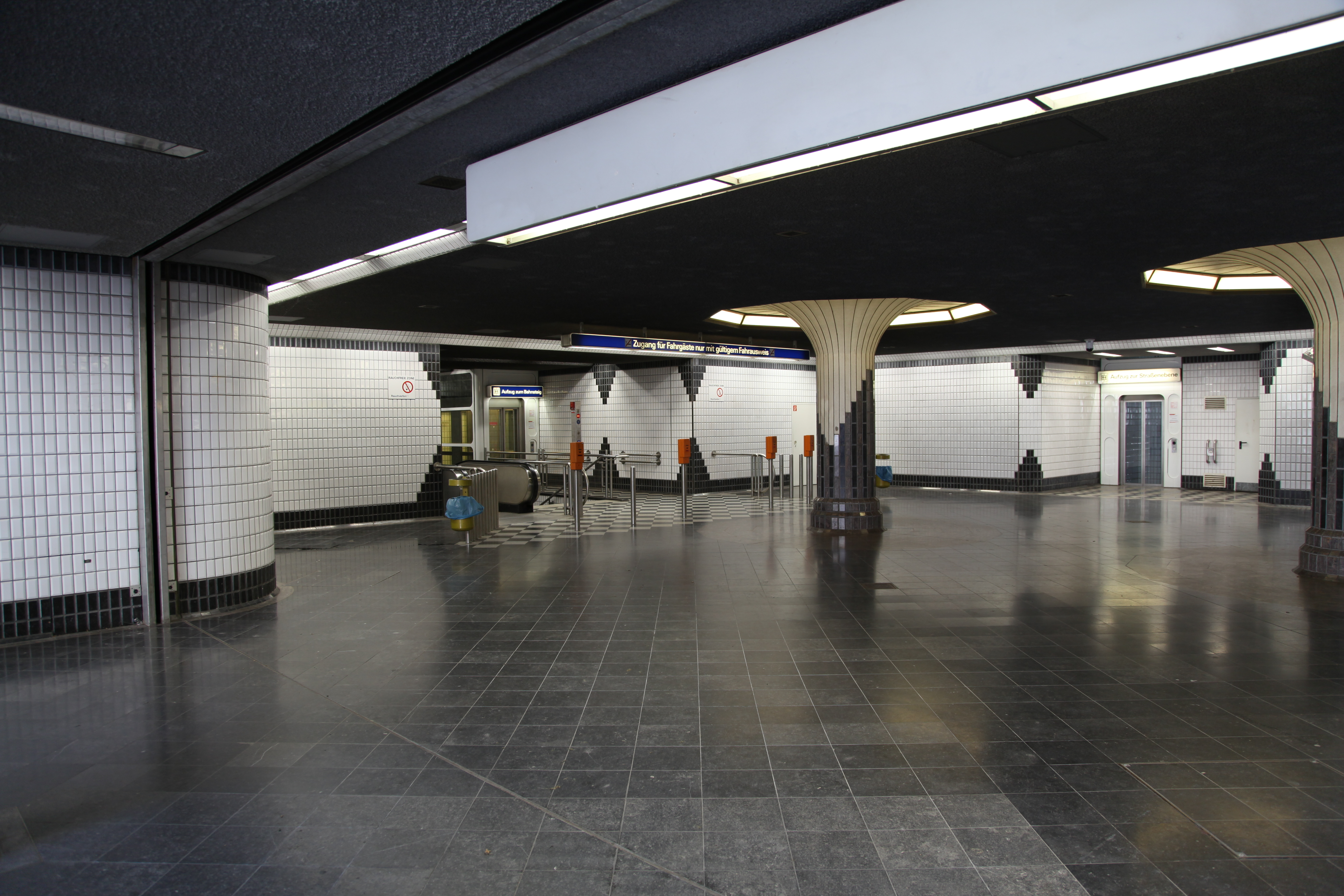
Verteilerebene
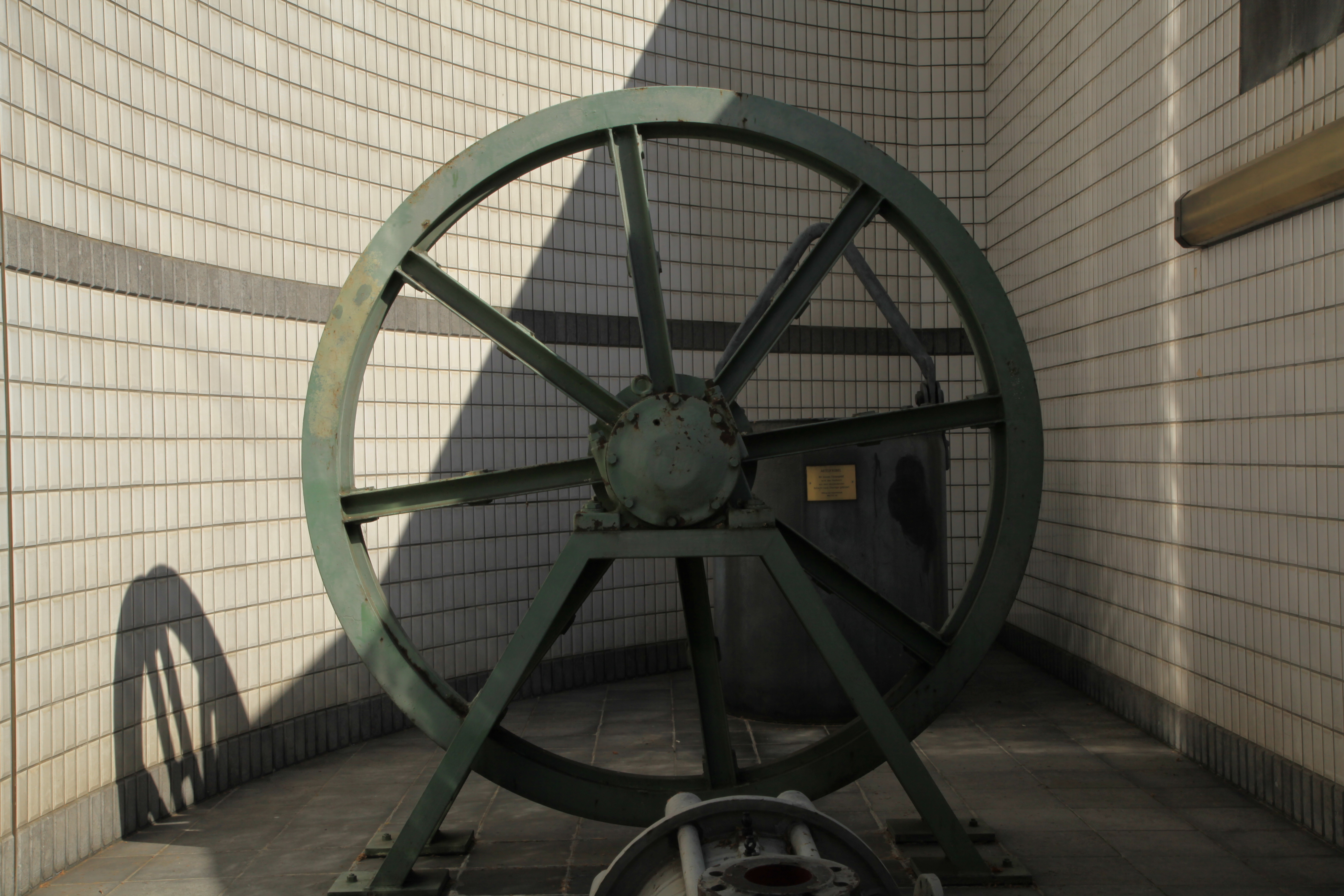

## Linien
Der U-Bahnhof wird durch die Linie U35 der Stadtbahn Bochum bedient.
| Linie | Linienverlauf | Takt                      |
| ----- | --- | ------------------------- |
| U 35  | U Herne, Schloß Strünkede1 – U Herne Bf – U Herne Mitte – U Archäologie-Museum/Kreuzkirche – U Hölkeskampring – U Herne, Berninghausstraße – U Bochum, Rensingstraße – U Riemke Markt2 – U Zeche Constantin – U Feldsieper Straße – U Deutsches Bergbau-Museum – U Bochum Rathaus (Nord) – U Bochum Hbf – U Oskar-Hoffmann-Straße – U Waldring – Wasserstraße – Brenscheder Straße – Markstraße – Gesundheitscampus – Ruhr-Universität – Lennershof BO – Bochum Hustadt (TQ)3 Die Linie U 35 heißt auch „CampusLinie“ | 10 min (1–2) 05 min (2–3) |

Es bestehen keine Umsteigebeziehungen zum Omnibusverkehr.